# Георги Атанасов (илюстратор)
 Тази статия е за илюстратора.  За другия художник със същото име вижте Герги Атанасов (живописец).  
Георги Атанасов Петров е български художник, илюстратор, декоратор и приложник, допринесъл за изграждането на графичния облик на съвременната българска илюстрация.

## Биография

### Произход, образование и работа
Георги Атанасов е роден на 29 януари 1904 г. в Ямбол, Княжество България. Получава образование в Художествената академия в София през 1927 г. при Харалампи Тачев. В периода 1948 – 1952 е преподавател по обща декорация в академията.
Илюстрира детски книги. Прави и стенописи, театрални декори, плакати, стъклописи и др. В творчеството си използва мотиви от стари български народни песни и приказки, средновековни миниатюри, щампи и резби. Повлиян е от сецесиона..

## Творчество
Средногодишният брой на илюстрираните от него заглавия е 20.
- „Неродена мома“, Ран Босилек, илюстрация, 1932 г.
- „Жива вода“, Ран Босилек, илюстрация, 1933 г.
- „Златна книга на песните“ – илюстрация, 1949 г.
- „Сърцето на Данко“ – стенопис, 1951 г.
- „Български народни носии и шевици“, Маргарита Велева, илюстрация.
- „Незнаен юнак“, Ран Босилек, илюстрация.